# Sindarius Thornwell
Sindarius Thornwell (ur. 15 listopada 1994 w Lancasterze) – amerykański koszykarz, występujący na pozycji rzucającego obrońcy.
6 lipca 2019 opuścił Los Angeles Clippers. 3 sierpnia podpisał roczną umowę z Cleveland Cavaliers. 16 października opuścił klub.
6 lipca 2020 został zawodnikiem New Orleans Pelicans. 22 lutego 2021 został zwolniony. Dwa dni później zawarł kolejną umowę z klubem, 10-dniową. 10 marca podpisał kolejny 10-dniowy kontrakt z Pelicans. Po jego wygaśnięciu opuścił klub. 4 maja zawarł umowę z Orlando Magic na występy zarówno w NBA, jak i zespole G-League – Lakeland Magic.

## Osiągnięcia
Stan na 24 września 2021, na podstawie, o ile nie zaznaczono inaczej.
NCAA
- Uczestnik NCAA Final Four (2017)
- Zawodnik roku konferencji Southeastern (SEC – 2017)[11]
- Most Outstanding Player (MOP=MVP) turnieju East Regional (2017)
- MVP turnieju Paradise Jam (2016)
- Zaliczony do:
  - I składu:
    - All-American (2017 przez CBSSports.com)
    - SEC (2017)
    - najlepszych pierwszorocznych zawodników SEC (2014)
    - defensywnego SEC (2016, 2017)

  - III składu All-American (2017 przez Basketball Times)
  - składu SEC Honor Roll:
    - Academic (2016)
    - Winter Academic (2015)
    - First-Year Academic (2014)
- Lider konferencji SEC w[12]:
  - średniej punktów (2017)
  - przechwytach (2017)
  - liczbie celnych (215) i oddanych (259) rzutów wolnych (2017)

Reprezentacja
- Uczestnik turnieju Nike Global Challenge (2012 – 5. miejsce)
- Zaliczony do I składu turnieju Nike Global Challenge (2012)